# 国田寛
國田 寛（くにた ひろし、1937年1月31日 - 2019年7月26日）は、日本の数学者。九州大学名誉教授。専門は応用確率解析。確率微分方程式の展開に寄与した。

## 略歴
1937年1月31日大阪府東淀川区生まれ。1955年北野高校卒業後、京都大学に進学、1961年修士課程修了。伊藤清の門下で、大学院の同期に福島正俊、一学年上に渡辺信三がいた。理学博士（論文博士）。
九州大学助手、名古屋大学助手、同助教授を経て、1977年 九州大学教授。
この間にJ.L.ドゥーブの招待で、イリノイ大学アーバナ・シャンペーン校に1964年と1965年8月から1967年7月までの2回留学している。
2000年の九州大学退官後に、名古屋の南山大学の教授を2008年まで務めた。
伊藤清は『確率積分や確率微分は、必ずしもWiener過程を基礎にする必要はなく、もっと一般にマルチンゲール理論を背景として考えるべきであることは、J.L.Doobが指摘し、渡辺信三、国田寛の両氏が極めて一般的な美しい理論を作り、その場合にも変換公式が成り立つことを示した。』と記している。

## 業績
- マルチンゲールに基づく確率積分の定式化と基礎理論の確立（國田-渡辺理論）[4]
- 確率微分方程式の定める確率流の位相同相性の解明と確率流を定める特性量の発見
- 非線形フィルターを定める確率微分方程式の導出

## 職歴
- 1961年 九州大学工学部助手
- 1962年 九州大学理学部助手
- 1964年 名古屋大学助手
- 1965年 名古屋大学理学部数学科助教授
- 1977年 九州大学工学部教授
- 2000年 同 退官、名誉教授
- 2000年 南山大学（名古屋）数理情報学部情報システム数理学科教授
- 2008年 同 退職

## 受賞および講演歴
- 1986年 ICM 1986 Berkeley 招待講演[5]
- 2016年 瑞宝中綬章[4][6]